# Chandra Cheeseborough
Chandra Danette Cheeseborough, née le 10 janvier 1959 à Jacksonville en Floride, est une ancienne athlète américaine championne olympique.

## Carrière
À 16 ans déjà, Cheeseborough apparut sur la scène internationale en gagnant deux médailles d'or aux jeux panaméricains de 1975 à Mexico où elle établit un nouveau record des États-Unis du 200 mètres.
En 1976, elle établit un nouveau record du monde junior du 100 mètres en 11 s 13 Aux Jeux olympiques d'été de 1976 à Montréal, elle se classe 6e sur 100 m en 11 s 31, et 7e au relais 4 × 100 m avec l'équipe américaine. 
Le boycott des Jeux olympiques de 1980 par les États-Unis l’empêche de défendre ses chances à Moscou.
Son avènement sur 400 mètres survient en 1984 lorsqu'elle remporte la médaille d'argent des jeux de Los Angeles sur cette distance en 49 s 05, derrière sa compatriote Valerie Brisco-Hooks, vainqueure en 48 s 83. 
Le 11 juillet 1984, elle rentre dans l'histoire de l'athlétisme en devenant la première femme à gagner deux médailles d'or sur les courses de relais, qui se coururent à moins d'une heure d'intervalle : elle remporte d'abord la médaille d'or sur le relais 4 × 100 mètres en 41 s 65 avec ses compatriotes Alice Brown, Jeanette Bolden et Evelyn Ashford, avant d'être le dernier relayeur du relais 4 × 400 mètres féminin champion olympique en 3 min 18 s 29, avec Lillie Leatherwood, Sherri Howard, et Valerie Brisco-Hooks.
Aujourd'hui, Cheeseborough est entraineur des athlètes féminines à l'université du Tennessee.
Elle a été désignée entraineur en chef de l'équipe américaine féminine d'athlétisme pour les Championnats du monde d'athlétisme 2009 qui se sont déroulés à Berlin du 15 au 23 août 2009.

## Palmarès

### Jeux olympiques d'été
- Jeux olympiques d'été de 1976 à Montréal ( Canada)
  - 6e sur 100 m
  - 7e en relais 4 × 100 m
- Jeux olympiques d'été de 1984 à Los Angeles ( États-Unis)
  -  Médaille d'argent sur 400 m
  -  Médaille d'or en relais 4 × 100 m
  -  Médaille d'or en relais 4 × 400 m

### Jeux panaméricains
- Jeux panaméricains de 1975 à Mexico ( Mexique)
  -  Médaille d'or sur 200 m
  -  Médaille d'or en relais 4 × 100 m